# Ерик Крвава Секира
Ерик Харалдсон Крвава секира, био је скандинавски владар из 10. века. Сматра се да је накратко владао у Норвешкој. Био је последњи независни владар Краљевине Нортамбрије.